# Vítor Baptista
Vítor Baptista (18. října 1948, Setúbal - 1. ledna 1999, Setúbal) byl portugalský fotbalista, záložník. 

## Fotbalová kariéra
Portugalskou ligu hrál za Vitórii Setúbal, Benfiku Lisabon, Boavistu Porto a tým Amora FC, nastoupil v 225 ligových utkáních, dal 99 ligových gólů a s Benfikou vyhrál pětkrát ligu a v roce 1972 portugalský pohár. Dále hrál v USA za San Jose Earthquakes a v nižších portugalských soutěžích za CD Montijo a União de Tomar. V Poháru mistrů evropských zemí nastoupil v 16 utkáních a dal 2 góly, v Poháru vítězů pohárů nastoupil v 6 utkáních a ve Veletržním poháru nastoupil v 15 utkáních a dal 5 gólů. Za portugalskou reprezentaci nastoupil v letech 1971-1976 v 11 utkáních a dal 2 góly. 

## Ligová bilance
| Ročník                            | Zápasy | Góly | Klub                 |
| --------------------------------- | ------ | ---- | -------------------- |
| 1. portugalská liga 1967/1968     | 11     | 0    | Vitória Setúbal      |
| 1. portugalská liga 1968/1969     | 17     | 0    | Vitória Setúbal      |
| 1. portugalská liga 1969/1970     | 22     | 11   | Vitória Setúbal      |
| 1. portugalská liga 1970/1971     | 26     | 22   | Vitória Setúbal      |
| 1. portugalská liga 1971/1972     | 17     | 11   | Benfica Lisabon      |
| 1. portugalská liga 1972/1973     | 14     | 6    | Benfica Lisabon      |
| 1. portugalská liga 1973/1974     | 20     | 9    | Benfica Lisabon      |
| 1. portugalská liga 1974/1975     | 23     | 3    | Benfica Lisabon      |
| 1. portugalská liga 1975/1976     | 16     | 9    | Benfica Lisabon      |
| 1. portugalská liga 1976/1977     | 6      | 5    | Benfica Lisabon      |
| 1. portugalská liga 1977/1978     | 15     | 8    | Benfica Lisabon      |
| 1. portugalská liga 1978/1979     | 19     | 7    | Vitória Setúbal      |
| 1. portugalská liga 1979/1980     | 15     | 8    | Boavista FC          |
| North American Soccer League 1980 | 1      | 0    | San Jose Earthquakes |
| 1. portugalská liga 1980/1981     | 4      | 0    | Amora FC             |
| 2. portugalská liga 1981/1982     | 2      | 0    | CD Montijo           |
| CELKEM 1. portugalská liga        | 225    | 99   |                      |